# Karl Henckell

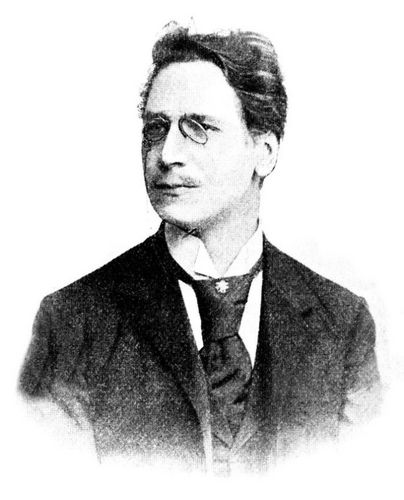
Karl Friedrich Henckell, um 1900

Karl Friedrich Henckell (* 17. April 1864 in Hannover; † 30. Juli 1929 in Lindau im Bodensee) war ein deutscher Lyriker und Schriftsteller.

## Leben
Henckell studierte Philosophie, Philologie und Nationalökonomie in Berlin, Heidelberg, Leipzig, München und Zürich. Er stand in Kontakt mit Michael Georg Conrad, Martin Greif, Hermann Conradi, Otto Erich Hartleben, John Henry Mackay, Hermann Sendelbach, Adolf Bartels, Peter Hille u. a. und war Mitherausgeber der Modernen Dichtercharaktere (1885). Im Juni 1888 rief Henckell mit einem Anschlag am Schwarzen Brett der Universität Zürich zur Gründung eines „Ulrich-Huttenbundes“ auf; das Programm der sozialdemokratisch ausgerichteten Vereinigung, die sich auch „das junge Deutschland“ nannte, beinhaltete den Kampf für ein modernes Menschentum und Wahrheit. Zürich war auch Verlagsort der sozialkritischen Gedichtbände Henckells, die 1885–1890 erschienen, bis Henckell die nächste Sammlung Trutznachtigall mit dem zweiten Verlagsort Leipzig herausbringen konnte. Zeitweise lebte er längere Zeit in Mailand, danach in Wien, Brüssel und ab 1890 wieder in Zürich. 1889 erwarb er das Bürgerrecht der Zürcher Gemeinde Stallikon und damit das Schweizer Bürgerrecht. 1895 wurde er in Zürich Verlagsbuchhändler. 1896 gab er in seinem Verlag den Gedichtband Passifloren von Gertrud Pfander heraus. 1897 heiratete er Anny Haaf-Haller, deren Schwester Anna Bertha Haaf seit 1883 die Frau des Schweizer Historikers Gustav Tobler war. 1902 zog Henckell nach Berlin-Charlottenburg, 1908 nach München. Zuletzt wohnte er in Muri bei Bern.
An der Trauerfeier in Konstanz hielt auf Wunsch des verstorbenen Dichters der Mannheimer Schriftsteller Fritz Droop die Gedächtnisrede.
Die Zeitung Volksrecht widmete ihm einen längeren Nachruf. Darin wurde festgehalten, dass er, der den Ehrennamen „Arbeiterdichter“ 40 Jahre getragen habe, vom Bürgertum „als Kämpfer und Sender zum Proletaria“ gekommen sei: „Ihm ging es ums Ganze, nicht bloss um die literarische Revolution.“ Auch außerhalb der Arbeiterklasse habe man begriffen, „dass Henckell ein Dichter ist, der zum Ruhme deutschen Geistes beiträgt“.
Sein Bruder Gustav Henckell war der Mitgründer der Konservenfabrik Hero in Lenzburg.
Im Jahr 1930 wurde in Wien-Penzing (14. Bezirk) die Henckellgasse nach ihm benannt.

## Werke
- Umsonst. Ein sociales Nachtstück, 1884
- Die neue Lyrik, 1885
- Poetisches Skizzenbuch, 1885; Vorwort von Heinrich Hart
- Strophen, 1887 Digitalisat
- Amselrufe, 1888 Digitalisat
- Diorama, 1890 Digitalisat
- Gründeutschland. Eine litterarische Flugschrift in Versen, 1890
- Trutznachtigall, 1891
- Aus meinem Liederbuch, 1892
- Zwischenspiel, 1894 Digitalisat
- Ada Negri, 1896
- Gedichte, 1898
- Neues Leben, 1900
- Gipfel und Gründe, 1904
- Schwingungen, 1906
- Mein Lied, 1906
- Deutsche Dichter seit Heinrich Heine. Ein Streifzug durch fünfzig Jahre Lyrik, 1906 Digitalisat
- Weltlyrik. Ein Lebenskreis in Nachdichtungen, 1910
- Ein Lebenslied. Dichtungen, 1911
- Im Weitergehen. Neue Gedichte, 1911
- Weltmusik. Neue Gedichte, 1918
- Gesammelte Werke in 5 Bänden, 1921–1923

### Herausgebertätigkeit
- Sonnenblumen, 1895/96 – 1898/99 (Zeitschrift)